# Michiel van der Voort

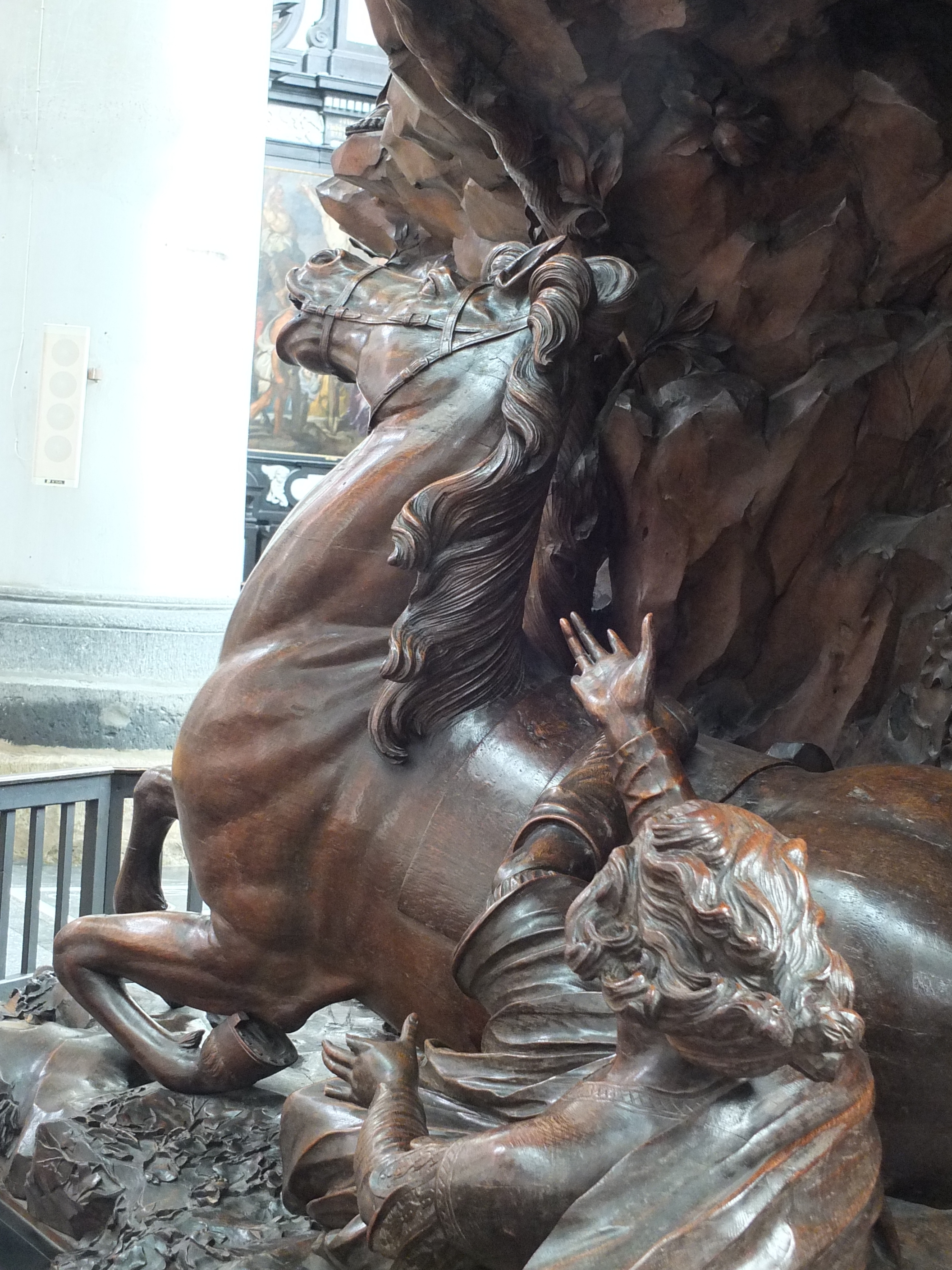
Détail de la chaire de vérité de la cathédrale Saint-Rombaut de Malines

Michiel van der Voort l'Ancien, Michiel van der Voort ou Michiel Vervoort l'Ancien, surnommé Welgemaeckt, né le 3 janvier 1667 à Anvers et mort le 8 décembre 1737 dans la même ville, est un sculpteur et dessinateur flamand, plus connu pour le mobilier de l'église baroque qu'il a réalisé pour les principales églises de Flandre.  
Il a également produit des œuvres profanes, en particulier sur des sujets mythologiques et allégoriques. Son œuvre exprime à la fois l'exubérance du baroque tardif et la recherche de la simplicité du classicisme. Son œuvre montre l'influence de Michel-Ange, François Duquesnoy et Rubens,,. Il a formé de nombreux membres de la prochaine génération de sculpteurs flamands.
Son style a été fortement inspiré par son voyage de 10 ans à Rome. Il a notamment réalisé la sculpture de la Fontaine Saint-Projet en 1737, ou encore le chaire de la cathédrale Notre-Dame d'Anvers.

## Biographie
Michiel van der Voort est né le 3 janvier 1667 et a été baptisé le 9 janvier 1667 en l'église Notre-Dame du Sud à Anvers. Son père Petrus (ou Pieter) était doreur. En 1680, Michiel devient membre de la Sodaliteit van de Bejaerde Jongmans, une fraternité pour célibataires établie par l'ordre des Jésuites. On pense que Michiel van der Voort a été initialement un apprenti de Jean Cosyn et plus tard certainement de Pieter Scheemaeckers (en). Au cours de l'année de guilde 1689-1690, il devient wijnmeester (« maître du vin », un maître libre qui était le fils d'un membre existant) de la guilde anversoise de Saint-Luc.

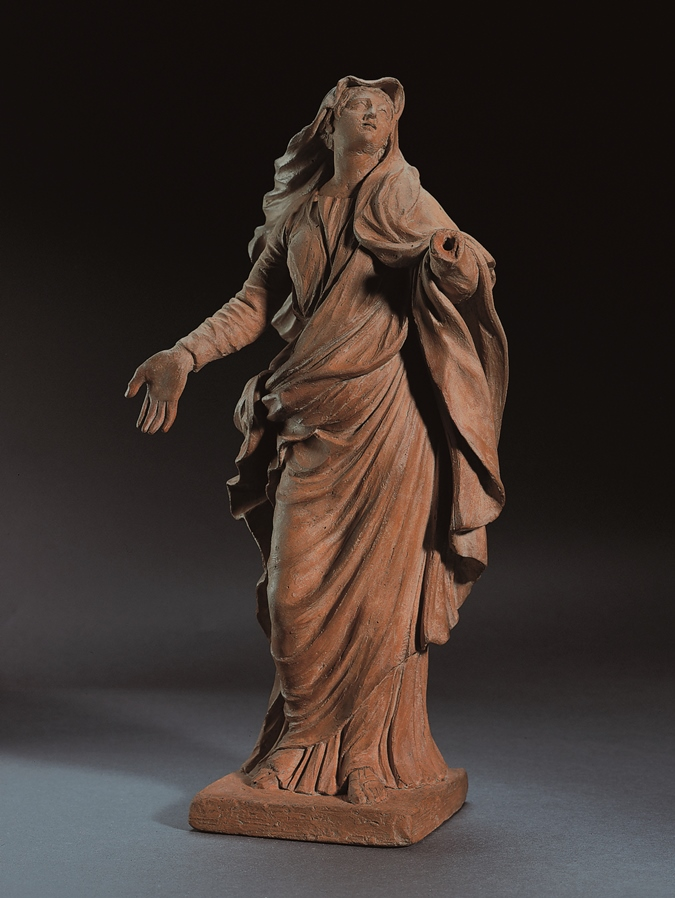
Modèle d'une statue de la Vierge

Peu de temps après être devenu maître, il fait le voyage d'étude en Italie que de nombreux artistes flamands de son temps entreprennent. À Rome, il rejoint les Bentvueghels, une association d'artistes principalement hollandais et flamands travaillant à Rome, qui avait principalement une fonction sociale. Lors de son adhésion, chaque nouveau membre reçoit un surnom. Ce soi-disant bentnaam (nom plié) est basé sur un trait frappant de l'artiste en question. Le surnom de Van der Voort dans les Bentveughels est Welgemaeckt (« bien fait »). Il grave également son nom sur le mur du mausolée de Santa Costanza, où les membres se rassemblent généralement lors de l'intronisation d'un nouveau membre.

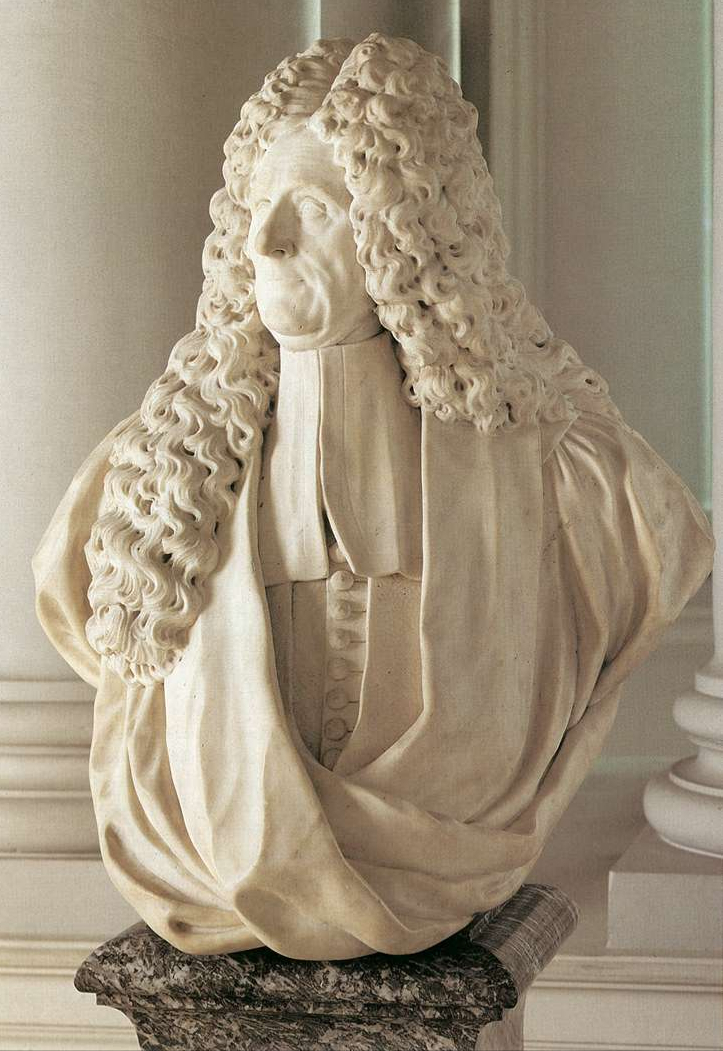
Buste de Jacobus Franciscus van Caverson

Il retourne probablement à Anvers en 1693, car il a des élèves inscrits dans les registres de la Guilde anversoise de Saint-Luc à partir de l'année de la Guilde 1694-1695. En 1700, il épouse Elisabeth Verbeckt ou Verberckt. Ils ont cinq enfants dont Michiel (le Jeune), qui devient sculpteur et peintre. La sœur de Michiel l'Ancien épouse le frère de sa femme. Ils ont eu un fils appelé Jacques Verbeckt, qui devient un sculpteur sur bois de premier plan en France. Sa femme meurt en 1708 ou 1709.
Il obtient de nombreuses commandes, notamment pour des monuments funéraires, des chaires, des confessionnaux et des statues de saints. Il est particulièrement lié à l'église Saint-Jacques d'Anvers, dont il est membre de la Venerabel Kapel (« vénérable chapelle »). Il fournit de nombreuses décorations intérieures pour cette église. En 1701, il crée l'un de ses premiers chefs-d'œuvre avec l'épitaphe de Michiel Peeters sur le mur oriental de l'église Saint-Jacques. Il travaille également comme dessinateur pour les orfèvres anversois. Sa renommée est telle que le premier duc de Marlborough lui commande deux statues en marbre grandeur nature de Bacchus et Flora pour la salle principale du palais de Blenheim. Il a également réalisé un portrait en buste du duc, qui a peut-être commandé ces œuvres lors de son exil en Europe.
Van der Voort exploite un grand atelier et forme de nombreux élèves, parmi lesquels son fils Michiel, Laurys Gillis (en), Jan Josef Horemans l'Ancien (en), Vincent Mattheyssens, Michiel van Balen, François Braeckmans, Rumoldus Juret, Ludovicus van der Linden, Carel Bieret et Anthoni Gillis. Jan Baptist Xavery (en) s'est également formé dans son atelier.
Il est enterré à Anvers le 8 décembre 1737.

## Œuvres
Van der Voort était un sculpteur polyvalent qui travaillait dans de nombreux matériaux, notamment le marbre, le bois et le stuc. Il crée principalement du mobilier d'église et des monuments funéraires. Il a également réalisé des œuvres avec des sujets profanes principalement issus de la mythologie ou avec des figures allégoriques,. Il a ensuite travaillé comme dessinateur pour les orfèvres locaux.

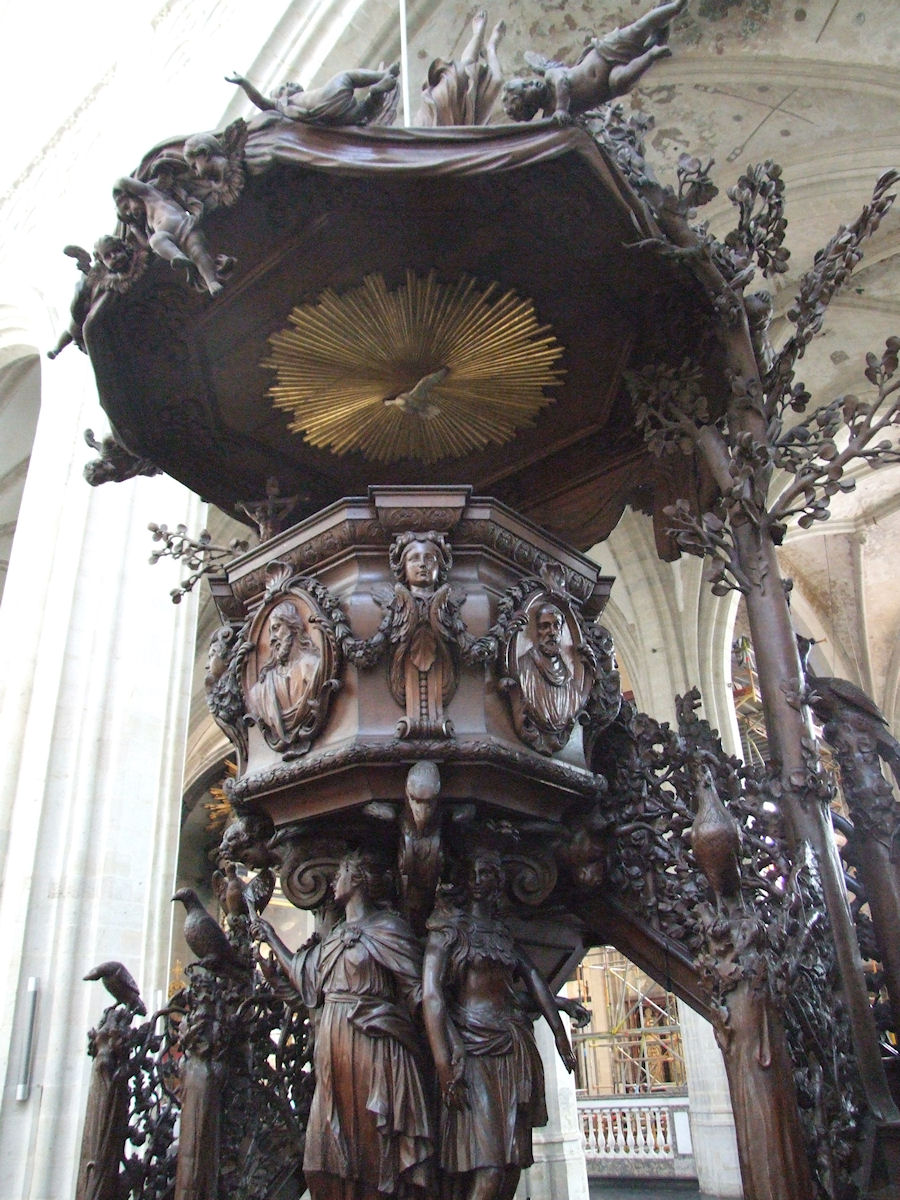
Chaire de vérité de la cathédrale d'Anvers

Van der Voort est bien connu pour ses monuments funéraires. Le style de ses statues commémoratives était classique et simple, car elles s'inspiraient de la sculpture classique qu'il avait étudiée à Rome. Ses influences supplémentaires étaient Michel-Ange et Rubens. En 1701, il crée l'épitaphe de Michiel Peeters dans l'église Saint-Jacques d'Anvers. Dans le monument se dresse une personnification de l'Éternité comme un corps ressuscité du tombeau. Le monument est taillé dans du marbre blanc sur un fond de marbre noir qui ressemble à une étoffe funéraire. La figure centrale est une personnification de l'Éternité qui repose sa main droite sur un cercle fermé représentant l'Éternité tandis que son bras gauche repose sur un globe. Le globe est un symbole des peines et de la brièveté de la vie sur terre, que l'éternité laisse derrière elle pour les joies éternelles du ciel. Le style évoque les sculptures classicisantes du début du xviie siècle du sculpteur flamand François Duquesnoy dans ses contours clairs, son type de beauté classique et son modelé lisse.

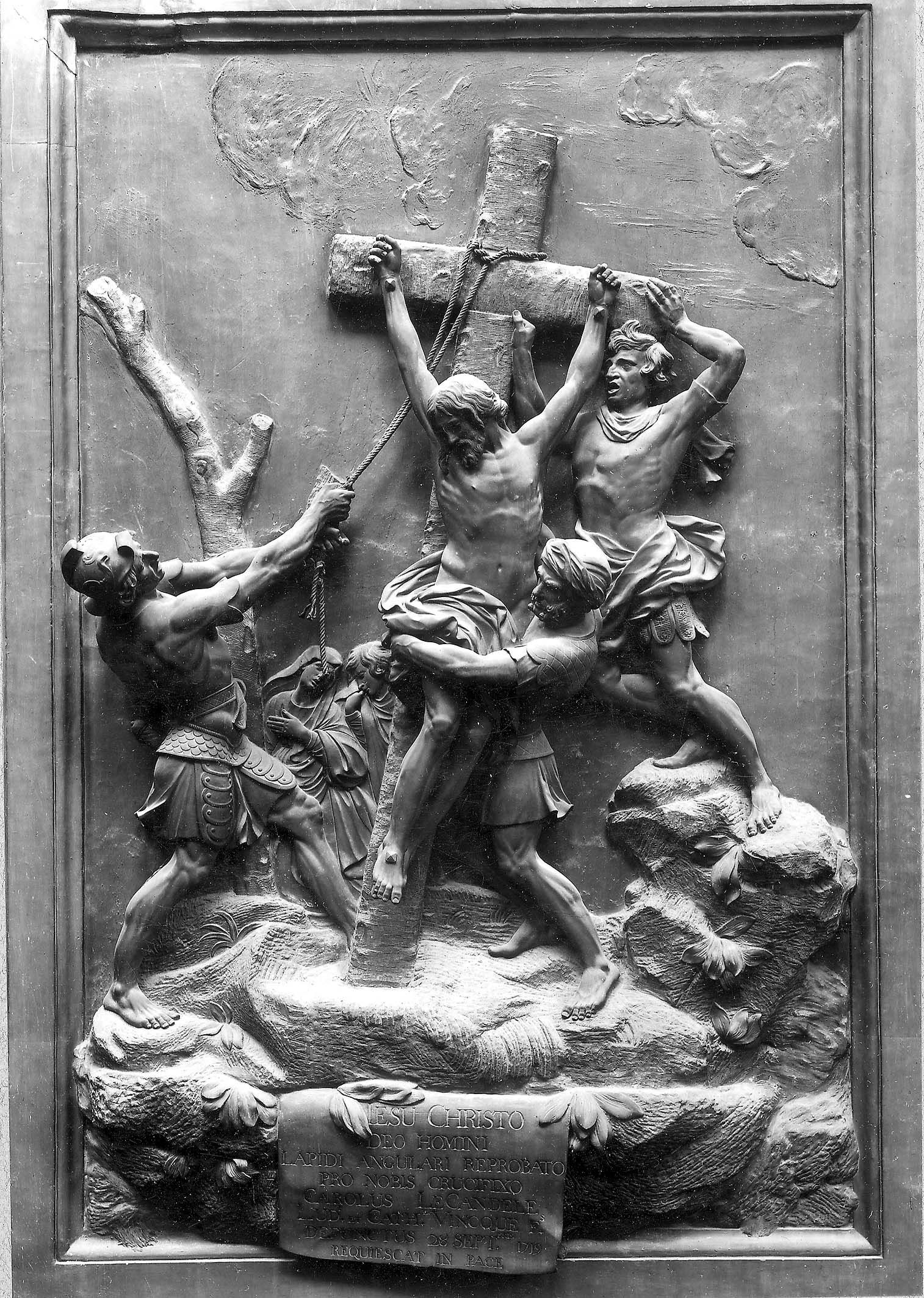
L'Élévation de la Croix

Il créa en 1702, dans la cathédrale Saint-Rombaut de Malines, deux monuments funéraires pour les frères de Precipiano. Le mémorial à Humbert de Precipiano, évêque de Malines, est de conception traditionnelle, mais l'artiste a sculpté un portrait vivant en marbre de l'évêque. La tombe du frère de l'évêque, le comte Prosper-Ambroise de Precipiano, a pour base une vaste stèle combinée à une figure allégorique tenant un bouclier sur lequel est sculpté un buste de Precipiano. L'utilisation de la stèle a ensuite été adoptée par d'autres sculpteurs flamands. Son intérêt pour la sculpture de portrait est également visible dans le portrait en buste de Jacobus Franciscus van Caverson (marbre, 1713, Musées royaux des Beaux-Arts de Belgique), qui est la seule pièce survivante d'un monument funéraire qui se trouvait à l'origine dans l'ancienne église dominicaine de Bruxelles.
Dans ses chaires, van der Voort a atteint l'expression la plus exubérante du baroque tardif dans la sculpture flamande. À la fin du xviie siècle, un nouveau modèle de chaire est apparu en Flandre. Le sculpteur anversois Hendrik Frans Verbrugghen est le principal créateur de ce nouveau type de chaire naturaliste. En 1696-1699, Verbruggen a créé une chaire pour l'église des Jésuites à Louvain, qui est maintenant située dans la cathédrale Saints-Michel-et-Gudule à Bruxelles. Il a transformé la chaire en une scène théâtrale complexe dans laquelle en bas Adam et Ève sont représentés chassés du paradis terrestre, tandis que la Vierge victorieuse au sommet de la table d'harmonie de la chaire écrase le serpent rampant de l'arbre du Bien et du Mal. Dans la même veine, van der Voort a créé une chaire pour l'église de l'abbaye de Saint-Bernard près d'Anvers en 1713, qui se trouve maintenant dans la cathédrale d'Anvers. Il est décoré d'une myriade de plantes et d'animaux sculptés de manière réaliste. La colonne de support de la chaire se compose de quatre personnages qui sont des représentations des Quatre Continents. Sa chaire la plus exubérante se trouve dans la cathédrale Saint-Rombaut de Malines. Il la créa en 1721 pour l'abbaye de Leliëndaal. Il a transformé la structure d'une chaire traditionnelle en une scène pour un « tableau vivant ». La chaire apparaît comme un paysage autonome dans lequel une représentation dramatique de la conversion de saint Norbert occupe une place centrale. Le saint est montré jeté de son cheval sous une petite montagne. La montagne regorge d'arbres, d'animaux et de personnages qui émergent de l'arrière-plan des rochers grossièrement taillés. Le calvaire et la tentation d'Adam et Ève sont également représentés dans la chaire. La couronne de l'arbre du Bien et du Mal forme sa caisse de résonance. Il n'est plus possible de distinguer les parties architecturales les unes des autres qui sont devenues un tout unique.

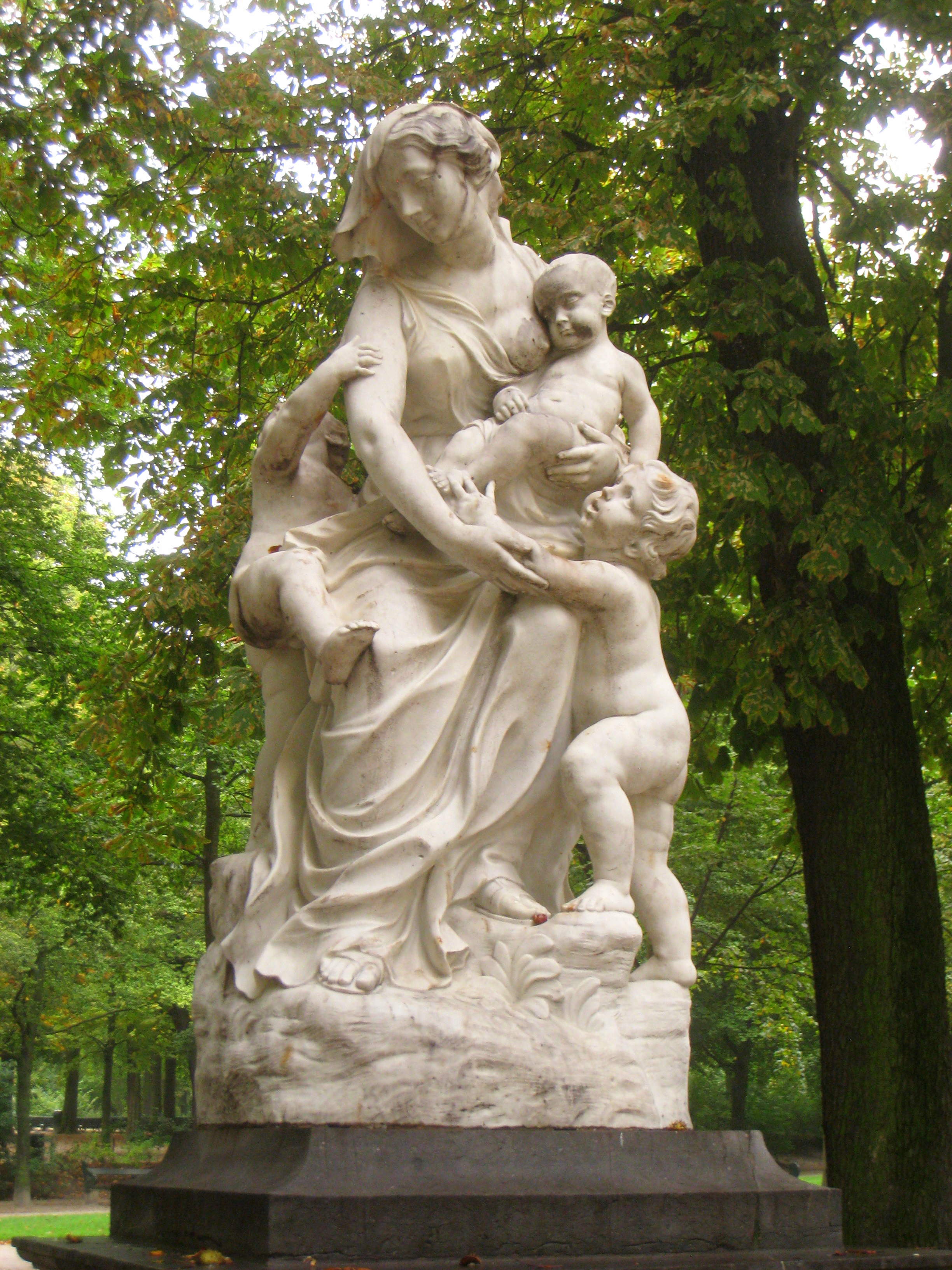
Charité

En 1720, il exécute l'un de ses plus beaux reliefs, l'élévation de la croix (église Saint-Jacques, Anvers). Le dessin est tiré du traitement par Rubens du même sujet dans la cathédrale d'Anvers. Van der Voort atteint la profondeur en laissant les personnages se chevaucher et se pencher hors du relief.
À l'extérieur de l'église Saint-Paul d'Anvers se trouve un groupe de statues appelé le Calvaire. Il a été créé à l'emplacement d'un ancien cimetière dominicain par les frères van Ketwigh qui étaient des frères dominicains. Sa conception date de 1697. En 1734, la construction du calvaire est achevée, mais d'autres statues sont ajoutées jusqu'en 1747. Il est construit comme une cour et s'appuie d'un côté contre le bas-côté sud de l'église et la chapelle du Saint-Sacrement. La structure comprend 63 statues grandeur nature et neuf reliefs exécutés dans un style populaire et théâtral. La plupart des statues sont en pierre blanche et certaines en bois. Certaines statues sont datées ou signées. Les principaux sculpteurs étaient Michiel Van der Voort l'Ancien, Alexander van Papenhoven (en) et Jan Claudius de Cock (en) avec quelques statues de la main du père et du fils Willem Kerricx, Jan Pieter van Baurscheit l'Ancien (en) et des collaborateurs anonymes. Les statues sont disposées en quatre groupes : le chemin des anges, qui monte au Saint-Sépulcre, le jardin des prophètes à gauche, le jardin des évangélistes à droite et le calvaire lui-même, qui consiste en un rocher artificiel surélevé, divisé en trois terrasses, sur lesquelles sont placées des statues avec le Christ en croix au sommet. Les anges du Calvaire sont directement inspirés des anges réalisés par le Bernin pour le Pont Saint-Ange à Rome en 1657.

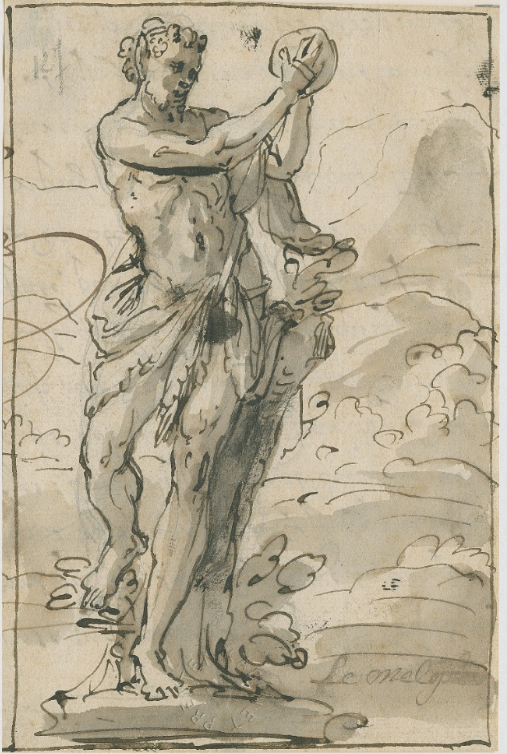
Faune jouant de la musique

Il a également produit des œuvres profanes, en particulier de sujets mythologiques. Un exemple est son Persée et Andromède (marbre, 1746, Anvers, Huis Osterrieth (d)). Dans cette œuvre, le viril Persée se tient à côté du corps d'Andromède dans un « contrapposto » soigneusement étudié. Andromeda semble n'avoir pas beaucoup souffert. Son corps se penche en arrière comme une bacchante de Rubens dans une posture presque extatique. Bien que le groupe manque de drame, il respire une certaine joie païenne. Au siècle de la Contre-Réforme, chargé de symbolisme chrétien, cet ouvrage montre la force de l'antiquité grecque comme source d'inspiration. Une œuvre profane au sujet allégorique est la Charité (marbre, Bruxelles), qui montre une figure féminine représentant la Charité entourée de trois enfants.
Plusieurs dessins lui sont attribués. Il s'agit notamment de 12 esquisses préparatoires pour les apôtres dans la nef de l'église Saint-Paul d'Anvers (vers 1710) et d'une étude pour le portail d'une chapelle Saint-Éloi. Il réalise également des dessins pour les orfèvres anversois. Il a fait un dessin pour un ostensoir, qui était autrefois attribué à l'orfèvre anversois Jean-Baptiste Verberckt I (d). Le dessin montre un ange agenouillé à gauche et une figure debout avec une ancre qui symbolise l'espoir à droite. Il a fait la conception pour l'orfèvre local Wierick Somers IV qui y a apporté quelques modifications dans le travail exécuté.